# Epirrhoe trappa
Epirrhoe trappa là một loài bướm đêm trong họ Geometridae.